# Шишко, Леонид Эммануилович
Леони́д Эммануи́лович Шишко́ (псевдонимы: П. Б., П. Батин, Благовещенский и др.) (19 мая 1852, Подольск — 20 января 1910, Париж) — революционер-семидесятник, бывший офицер.

## Биография
Леонид Шишко родился в помещичьей семье. По окончании кадетского корпуса в 1868 году поступил в Михайловское артиллерийское училище в Петербурге. В 1871 году был выпущен подпоручиком артиллерии и немедленно покинул военную службу. Будучи в отставке, поступил в Технологический институт, но в 1872 году учёбу оставил и переехал в Москву, где вместе с товарищем намеревался стать народным учителем в земстве.

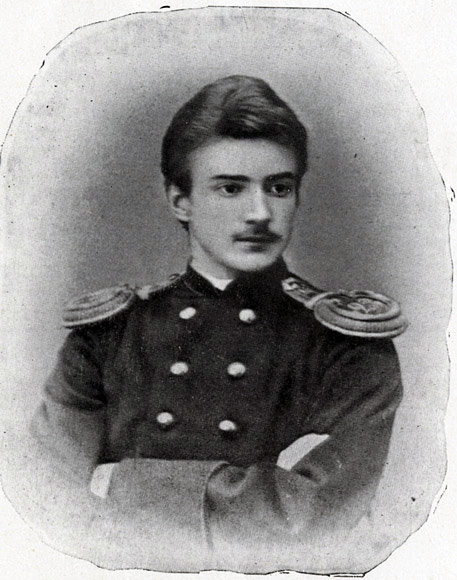
Л. Э. Шишко в юности

В 1873-74 гг. принадлежал к народническому кружку чайковцев и вёл пропаганду среди петербургских рабочих. 
В 1874 году арестован, провел 4 года в одиночном заключении.
В 1877 году судом в рамках известного «Процесса ста девяноста трёх»  Шишко приговорён к 9 годам каторги. Нужно отметить, что из 193 подсудимых к каторге суд приговорил только 28 человек сроком от 3 до 10 лет; еще 36 человек — к ссылке и более 30 человек — к менее суровым формам наказания.  
В 1889 году Шишко бежал с поселения за границу. 
Шишко — один из основателей «Фонда вольной русской прессы». 
С 1902 года — видный деятель партии эсеров.
Работал в «Аграрно-социалистической лиге». 
Автор популярных «Рассказов из русской истории» (1906 год), которые имели большое распространение и представляют пример эсеровского толкования русской истории. Они насыщены в ряде глав революционно-народническими лозунгами и уделяют большое внимание изложению событий крупных крестьянских движений (например, разинщине, пугачёвщине). Автор воспоминаний.

## Семья
Жена — Надежда Владимировна Кончевская (урожд. Скарятина) (1856—1925), падчерица Л. И. Мечникова, секретарь Э. Реклю.

## Труды
- Л. Шишко. Голод и самодержавие, или По чьей вине голодает русский народ[3]. – Лондон: Аграрно-социалистическая лига, 1902. – 13 с.

- Л. Шишко. К вопросу об аграрной программе в связи с теорией научного социализма. — М., 1906.

- Шишко Л. Э. Крестьянство и земельный вопрос (две аграрные программы). — Нижний Новгород: Книгоиздательство «Сеятель», 1905.
- Шишко Л. Э. По поводу одного решённого вопроса. — М., 1909.
- Шишко Л. Э. Собр. соч., том 4. — П./М., 1918.
- Шишко Л. Э. Рассказы из русской истории, ч. 1—3. — П., 1917—1918. (Букинистическое издание, отпечатано в ООО «Фирма „Арт“», 1991. — 368 с. — ISBN 5-86716-001-7).
- Шишко Л. Э. Очерки по вопросам экономики и истории. — П., 1917.
- Шишко Л. Э. Общественное движение в шестидесятых и первой половине семидесятых годов. — М., 1920.